# 騷狐子灘
騷狐子灘為黃河南濱上一河灘，位於今甘肅省蘭州市境內。

## 名稱由來
明崇禎十六年（1643年），李自成攻破西安後，命將領賀錦率軍西進甘肅。同年冬，賀錦攻克蘭州，時任肅王朱識宏被殺。當時作為肅王府後花園的邸園（今小西湖公園）內眾宮女二百餘人，由顏氏、田氏、揚氏率眾逃至此灘，未了避免遭到農民軍蹂躪，遂先後投河殉節或自縊。傳說殉節的宮人後來化為狐狸，徘徊於灘邊。因此後人稱該河灘為騷狐子灘，騷狐子即為土語狐狸精之意。